# Frosti
Frosti (stnord. "mraz") ili Jökull ("ledenjak") je u nordijskoj mitologiji div, personifikacija mraza, inja i leda. 

## Obitelj
Frosti je sin Karija ("vjetar"), nećak Aegira ("more") i Logija ("vatra") te unuk Fornjota. Frostijev sin je Snær ("snijeg"), preko kojeg je Frosti djed Thorrija, Fön, Drífe i Mjöl.